# Bevande a base di caffè
Quella che segue è una lista di bevande a base di caffè. Molte di esse vengono addolcite con lo zucchero e possono presentare ingredienti aggiuntivi tra cui cacao, latte, panna, spezie (cannella, noce moscata, cardamomo) e limone. Benché vadano spesso bevuti caldi, esistono dei caffè freddi da bere con il ghiaccio. La lista che segue elenca quelle che sono a tutti gli effetti delle bevande, pertanto sono esclusi alimenti in parte liquidi come, ad esempio, l'affogato al caffè o il caffè di Liegi, che rientrano più propriamente nell'ambito della pasticceria.
| Nome                  | Descrizione | Immagine |
| --------------------- | --- | -------- |
| Americano             | Caffè espresso diluito con acqua calda. |          |
| Ammantecato           | Caffè siciliano con latte di mandorla e cannella. |          |
| Arabo                 | Caffè diffuso nei paesi di lingua araba con cardamomo o altre spezie. Ne esistono diverse varianti. |          |
| Asiatico              | Bevanda di Cartagena (Spagna) con caffè, latte condensato, brandy o rum, Licor 43, scorza di limone e cannella.                                                                                           |          |
| Barbajada             | Bevanda milanese caduta in disuso con cioccolata, caffè, latte e zucchero. |          |
| Barraquito            | Specialità canaria somigliante al caffè asiatico. Contiene latte, latte condensato, cannella, scorza di limone e liquore (Licor 43 o Tia Maria).                                                          |          |
| Belmonte              | Bevanda alcolica della Murcia e l'Almería, in Spagna. |          |
| Biberón de Milán      | Caffè con latte condensato, tuorli, vermouth, limone, cannella e ghiaccio. |          |
| Bica                  | Caffè simile all'espresso del Portogallo. |          |
| Bicerin               | Bevanda torinese con caffè, cioccolato e crema di latte. |          |
| Blanco y negro        | Granita al caffè con leche merengada o gelato. |          |
| Bombardino            | Con panna, zabaione caldo, brandy e caffè. |          |
| Bombón                | Caffè con latte condensato tipico di Valencia. |          |
| Caffellatte           | Combinazione di caffè e latte. |          |
| Cappuccino            | Bevanda che contiene 1/3 di caffè, 1/3 di latte e 1/3 di schiuma di quest'ultimo. Se desiderato, può esservi aggiunto del cacao in polvere.                                                               |          |
| Carajillo             | Caffè corretto spagnolo con brandy, whisky, rum o cognac. |          |
| Cola de mono          | Caffè cileno con brandy, aguardiente, latte, zucchero, noce moscata e chiodi di garofano. |          |
| Corretto              | Bevanda che combina caffè espresso e alcolici. |          |
| Coffee milk           | Si prepara unendo latte e sciroppo o estratto di caffè. Trattasi della bevanda simbolo del Rhode Island, negli Stati Uniti d'America.                                                                     |          |
| Cortado               | Un caffè espresso addolcito con una piccola quantità di latte tipico della Spagna. Ne esiste una variante con il latte condensato che prende il nome di leche y leche.                                    |          |
| Corto                 | Presenta la medesima quantità di caffeina del caffè lungo ma una percentuale di acqua ridotta. |          |
| Café crème            | Bevanda svizzera con caffè e panna. Non va confusa con la crema al caffè. |          |
| Crema al caffè        | Bevanda estiva con caffè freddo e panna montata. Ne esistono alcune varianti. |          |
| Cremat                | Bevanda calda con caffè, alcolici e spezie. Tipico della Catalogna. |          |
| Dalgona               | Bevanda densa tipica della Corea del Sud e Macao. |          |
| Decaffeinato          | Bevanda senza caffeina. |          |
| Doppio                | Presenta un'alta concentrazione di caffeina che lo rende più forte e saporito rispetto a un espresso. |          |
| Dutch coffee          | Trattasi di un cocktail con caffè, gin e panna. |          |
| Espresso              | Caffè dal sapore forte e consistente. Viene preparato in tempi brevi e sfruttando un'alta pressione tramite un'apposita macchina.                                                                         |          |
| Filtrato              | Si prepara ponendo un filtro con del caffè macinato su una tazzina e versando in essa dell'acqua calda.                                                                                                   |          |
| Flat white            | Diffusa in Australia e Nuova Zelanda, contiene latte vaporizzato. |          |
| Franziskaner          | Variante del melange con cioccolato e panna montata. |          |
| Caffè frappé          | Frappé greco con caffè, latte e ghiaccio. |          |
| Gassosa al caffè      | Bevanda frizzante calabrese. |          |
| Ghiacciato            | Bevanda ghiacciata di cui esistono più versioni. |          |
| Caffè al ginseng      | Preparato usando l'omonima radice orientale. |          |
| Gocciato              | Caffè triestino in cui viene fatta cadere una goccia di latte. |          |
| Irish coffee          | Caffè con whisky e panna. |          |
| Karsk                 | Caffè corretto norvegese. |          |
| Kopi kothok           | Bevanda indonesiana che si prepara bollendo insieme caffè e zucchero. |          |
| Latte macchiato       | Bevanda di cui esistono due varianti: una a base di crema di latte e caffè espresso e l'altra contenente latte, crema di latte e una piccola percentuale di caffè. Non va confuso con il caffè macchiato. |          |
| Leccese               | Caffè abbinato a latte di mandorla tipico del Salento. |          |
| Lungo                 | Caffè diluito con acqua calda. Si distingue da quello americano in quanto la procedura con cui viene estratto prevede un tempo di contatto con l'acqua più duraturo.                                      |          |
| Macchiato             | Presenta caffè e una quantità ridotta di crema di latte |          |
| Macchiatone           | Una bevanda a metà strada tra il cappuccino e il caffè macchiato. |          |
| Marocchino            | Caffè piemontese con latte e cacao. |          |
| Mazagran              | Bevanda fredda originaria dell'Algeria e oggi diffusa in Portogallo. |          |
| Medici                | Consiste in un caffè doppio con sciroppo cioccolato, scorza d'arancia e panna montata. Inventato nel Last Exit on Brooklyn, a Seattle.                                                                    |          |
| Melange               | Bevanda austriaca molto simile al cappuccino. A differenza della bevanda italiana ha una minore quantità di latte.                                                                                        |          |
| Café con miel         | Espresso con miele e latte vaporizzato. Può contenere spezie a piacere. Preparato in Spagna. |          |
| Mocaccino             | Bevanda calda con cappuccino, panna e cioccolato. |          |
| Moretta               | Caffè marchigiano con rum e altri liquori. Funge da digestivo. |          |
| Napoletano            | Caffè dal gusto forte e preparato utilizzando un'apposita caffettiera. |          |
| Café de olla          | Caffè tipico delle aree centrali del Messico che prende il nome dal recipiente in terracotta ove viene preparato. Contiene cannella, chiodi di garofano, zucchero di canna, vaniglia e mandorle.          |          |
| Caffè d'orzo          | Con orzo e pertanto privo di cafferina. |          |
| Caffè con panna       | Bevanda dolce con panna di cui esistono più varianti. Particolarmente noto è quello viennese. |          |
| Parampampoli          | Caffè con vino e spezie. |          |
| Pedrocchi             | Con panna e menta. Servito nell'omonimo locale di Padova. |          |
| Ponce livornese       | Caffè alcolico con rum e limone servito caldo. |          |
| Queimada              | Contiene caffè, orujo e agrumi. Preparata nella Galizia, in Spagna. |          |
| Ristretto             | Presenta una quantità di acqua inferiore rispetto all'espresso corto, il che si traduce in un sapore ancora più intenso.                                                                                  |          |
| Schiumato             | Bevanda al caffè con una schiuma di latte. Ne esistono diverse tipologie come, ad esempio, il cappuccino.                                                                                                 |          |
| Shakerato             | Bevanda con caffè e cubetti di ghiaccio shakerato. |          |
| Café del tiempo       | Caffè valenziano da gustare con una fetta di limone. |          |
| Touba                 | Caffè senegalese dal gusto dolce e speziato. |          |
| Caffè all'uovo        | Caffè con uova, zucchero e latte. Si prepara in Vietnam. |          |
| Caffè alla valdostana | Caffè da bere in un'apposita "coppa dell'amicizia". Contiene vino rosso, grappa, zucchero e scorza di limone.                                                                                             |          |